# Marek Ładniak
Marek Ładniak (Stargard, 9 giugno 1950) è un ex cestista polacco.

## Carriera
Con la Polonia ha disputato tre edizioni dei Campionati europei (1969, 1971, 1975).

## Palmarès
- Campionato polacco: 3

Wisła Cracovia: 1967-68, 1973-74, 1975-76